# Róbert Bezák

Erzbischofswappen

Róbert Bezák CSsR (* 1. März 1960 in Prievidza, Slowakei) ist ein römisch-katholischer Ordensgeistlicher und ehemaliger Erzbischof von Trnava.

## Leben
Róbert Bezák trat 1979 der Ordensgemeinschaft der Redemptoristen bei, legte 1983 die Profess ab und empfing am 14. Juni 1984 die Priesterweihe.
Papst Benedikt XVI. ernannte ihn am 18. Februar 2009 zum Erzbischof von Trnava. Der emeritierte Präsident des Päpstlichen Komitees für die Eucharistischen Weltkongresse, Jozef Kardinal Tomko, spendete ihm am 6. Juni desselben Jahres die Bischofsweihe; Mitkonsekratoren waren Mario Giordana, Apostolischer Nuntius in der Slowakei, und Stanislav Zvolenský, Erzbischof von Bratislava. Als Wahlspruch wählte er Imple Nos Misericordia.
Am 1. Juli 2012 wurde Bezák von Papst Benedikt XVI. seines Amtes enthoben. Die Hintergründe der Abberufung blieben weitgehend unklar, jedoch wird allgemein ein Zusammenhang mit dem Finanzgebaren Bezáks und seinen Vorwürfen gegen seinen Amtsvorgänger Ján Sokol und der daraus folgenden apostolischen Visitation angenommen.
Größere Teile der Bevölkerung sympathisieren nachdrücklich mit Bezák. So wurde  eine Petition mit etwa 12.000 Unterschriften gegen die Abberufung abgegeben.
Mitte 2013 gab es Signale für eine eventuelle Rehabilitation Bezáks durch Papst Franziskus. Außerdem wurden auch im Nachbarland Österreich mehrere Petitionen gestartet. Seit Dezember 2013 hält Bezák sich im Redemptoristenkloster in Bussolengo bei Verona auf. Im Juni 2014 begegnete er nach einer Generalaudienz auf dem Petersplatz Papst Franziskus zum ersten Mal.